# Día Mundial de las Aves Migratorias
El Día Mundial de las Aves Migratorias se celebra anualmente en el segundo sábado de los meses de mayo y octubre, fue establecida por la Secretariat of the Agreement on the Conservation of African-Eurasian Migratory Waterbirds (AEWA) (Secretariado del acuerdo para la conservación de Aves Acuáticas Migratorias Africanas y Euroasiaticas) y la Secretariat of the Convention on the Conservation of Migratory Species of Wild Animals (Secretariado de la convención sobre la conservación de especies animales salvajes Migratorias) (CMS), en el 2006.

## Proclamación
El Día Mundial de las Aves Migratorias (WMBD, por sus siglas en inglés) fue establecido por AEWA y  por CMSen 2006 y soportado por el Programa de las Naciones Unidas para el Medio Ambiente (PNUMA) desde esa misma fecha.  Este día se estableció para destacar la necesidad de proteger a las aves migratorias y sus hábitats, y como respuesta a un evento similar que abarcara una perspectiva global fuera de las Américas, donde ya Environment for the Americas (EFTA) celebraba desde 1993 el Día Internacional de las Aves Migratorias. En 2018, estas tres organizaciones se aliaron creando una campaña global que unificaba las dos jornadas bajo el lema «Uniendo nuestras Voces para la Conservación de las Aves».

## Celebración
Desde su primera celebración oficial en 2006, en la reserva de vida silvestre Ole Ari Nyiro en Laikipia, Kenia, el día creció en popularidad y participación a nivel mundial, pero fue 2018 el que marcó un hito, ya que por primera vez se designaron dos días principales de celebración, el segundo sábado de mayo y de octubre, reflejando la necesidad de abordar la conservación de las aves migratorias de manera más coordinada y global a través de los principales corredores aéreos del mundo. La iniciativa de 2018 fue significativa por su enfoque en la colaboración internacional, destacando la importancia de la unión de esfuerzos entre organizaciones y países para proteger las rutas migratorias que son esenciales para la supervivencia de estas aves. Este nuevo enfoque pretende aumentar la conciencia sobre las amenazas que sufren las aves migratorias y la necesidad de cooperación internacional, apoyada por marcos legales y acuerdos ambientales multilaterales.

## Temas
- 2006 (8 y 9 de abril): Las aves migratorias necesitan de tu ayuda ahora[9][10][11]
- 2007 (12 y 13 de mayo): Las aves migratorias en un clima cambiante[9][12]
- 2008 (10 y 11 de mayo): Aves Migratorias – Embajadores de la Biodiversidad[9][13]
- 2009 (9 y 10 de mayo): Barreras a la migración[9][14]
- 2010 (8 y 9 de mayo): Salve a las aves migratorias en crisis – ¡cada especie cuenta![9][15]
- 2011 (14 y 15 de mayo): Cambios en el uso de la tierra a vista de pájaro[9][16]
- 2012 (12 y 13 de mayo): Las aves migratorias y la gente – Juntos a través del tiempo[9][17]
- 2013 (11 y 12 de mayo): Creando redes para conservar las aves migratorias[9][18]
- 2014 (10 y 11 de mayo): Destino Rutas Aéreas: Aves Migratorias y Turismo[9][19]
- 2015 (9 y 10 de mayo): ¡Por una energía respetuosa con las aves![9][20]
- 2016 (10 de mayo): ¿… y cuando en el cielo cae el silencio? - ¡Pongamos fin a la caza furtiva y el comercio ilegal![9][21]
- 2017 (10 de mayo):  Su Futuro es Nuestro Futuro – Un planeta saludable para las aves migratorias y las personas[9][22]
- 2018 (12 de mayo y 13 de octubre): Uniendo nuestras voces para la conservación de las aves[9][7][23]
- 2019 (11 de mayo y 12 de octubre): Protege las aves: haz algo práctico contra la contaminación por plásticos[9][24]
- 2020 (9 de mayo y 10 de octubre): Las aves conectan nuestro mundo[9][25]
- 2021 (8 de mayo y 9 de octubre): ¡Canta, vuela y elévate como las aves![9][26]
- 2022 (14 de mayo y 8 de octubre): Contaminación lumínica[27]
- 2023 (13 de mayo y 14 de octubre): El Agua[28]
- 2024 (11 de mayo y 12 de octubre): Insectos[29][30]